# NGC 5650
NGC 5650 (другие обозначения — NGC 5652, IRAS14585+0691, UGC 9334, 8ZW 427, MCG 1-37-20, ZWG 47.72, PGC 51865) — спиральная галактика с перемычкой (SBc) в созвездии Дева.
Этот объект занесён в новый общий каталог несколько раз, с обозначениями NGC 5650, NGC 5652.
Этот объект входит в число перечисленных в оригинальной редакции «Нового общего каталога».